# 横店街道
横店街道，是中华人民共和国湖北省武汉市黄陂区下辖的一个乡镇级行政单位。

## 行政区划
横店街道下辖以下地区：
五村社区、前进社区、中华社区、三联社区、车站社区、红旗社区、建国社区、蓝星社区、独木村、三夏村、夏教村、土庙村、群力村、同合村、寅田村、东升村、朝阳村、浒铺村、全华村、梁岗村、梅冲村、孙亭村、百花村、红焰村、建春村、建群村、青松村、光明村、建华村、幸福村、新年村、桥咀村、红寨村、群建村、新春村、迎群村、新建村、卫山村、红星村和大教村。

## 交通
- 京广铁路：横店西站